# Fortis Adolphe Marrast
Pour les articles homonymes, voir Marrast.
Fortis Adolphe Marrast, dit Adolphe Marrast, né à Mont-de-Marsan le 29 juillet 1802, décédé le 9 septembre 1881, est un négociant, propriétaire et homme politique français.

## Présentation
Fortis Adolphe Marrast est un négociant fortuné de Mont-de-Marsan qui mène parallèlement à ses affaires une carrière politique dans sa ville de naissance.

### Famille
Fortis Adolphe Marrast est le fils de Joseph Marrast et de Marie Victoire Bié. La famille Marrast, originaire de Manciet, dans le département voisin du Gers, s'établit vers le début du XVIIIe siècle à Mont-de-Marsan, où elle se hisse parmi l'élite économique et politique des XVIIIe et XIXe siècles, donnant à la ville de grands négociants, hommes de loi et conseillers municipaux.
Prospérant dans le négoce de l'armagnac et des céréales au port de Mont-de-Marsan, cette influente lignée de commerçants amasse une fortune considérable composée essentiellement de propriétés foncières dans le pays de Marsan. A Mont-de-Marsan, elle possède des entrepôts le long de la cale Marrast et Bié, . Elle noue des alliances matrimoniales avec les familles Duvin et Saint-Loubert-Bié, possédant elles-aussi hôtels particuliers en ville et entrepôts sur les berges de la Midouze.
Fortis Adolphe Marrast épouse en 1835 à Orthez Marie-Louise Pascale Félicie Planté. Il devient le parrain de son neveu Francis Planté, né à Orthez le 2 mai 1839, fils de son beau-frère Pierre Planté.

### Carrière politique
Fortis Adolphe Marrast est tour à tour élu à Mont-de-Marsan capitaine de la quatrième compagnie de la garde nationale en 1840, puis chef de bataillon de cette même garde nationale en 1848. Plusieurs fois conseiller municipal, il est nommé deux fois maire de Mont-de-Marsan (1852-1858 puis 1865-1867) et devient conseiller général des Landes pour le canton de Mimizan de 1848 à 1855 puis pour le canton de Mont-de-Marsan-Nord de 1855 à 1867 (démission le 14 février de cette année). Il est promu en sa qualité de maire au grade de chevalier de la Légion d'honneur le 21 juillet 1854 puis d'officier le 14 août 1865.

### Propriétaire foncier
Fortis Adolphe Marrast possède le château de Marrast au lieudit Lartigues à Bordères-et-Lamensans, commune dont il a été maire, et fait édifier à Mont-de-Marsan la maison Marrast sur la place du commerce puis l'hôtel Planté (l'actuel siège du Conseil départemental des Landes), où il emménage avec son épouse. Veuf depuis 1865 et sans enfant, il lègue à son filleul par testament du 9 mai 1881 sa propriété de Lartigues à Bordères, ainsi que son hôtel particulier de Mont-de-Marsan situé rue Victor-Hugo, face à l'hôtel de Préfecture des Landes et qui prendra le nom d'hôtel Planté.